# Isabella (virksomhed)
Isabella A/S er en dansk virksomhed, som producerer og forhandler fortelte til campingvogne, Camp-let, campingtelte og andet til camping.
Virksomheden blev grundlagt i Vejle i 1957 af Søren Odgaard. Han var blandt de første til at markedsføre camping i Danmark.
I dag er Isabella repræsenteret med datterselskaber i Norge, Storbritannien, Tyskland og Holland. Herudover er der eksport til Sverige, Østrig, Frankrig, Belgien, Italien, Luxembourg, Portugal, Polen, Australien, Schweiz, Israel, Spanien. 